# Руффо, Пьетро
Пьетро Руффо (Pietro Ruffo, его фамилию также пишут как Ruffus) — католический церковный деятель XII века. Возведён в ранг кардинала-дьякона церкви Санта-Мария-ин-Космедин на консистории в Гаэте 10 марта 1118 года. Участвовал в соборе в Капуе, на котором отлучили от церкви антипапу Григория VIII и императора Генриха V.